# Kim Tae-jin
Kim Tae-Jin (sinh ngày 29 tháng 10 năm 1984) là một cầu thủ bóng đá Hàn Quốc thi đấu cho Gangneung City FC.